# Колонізація Церери

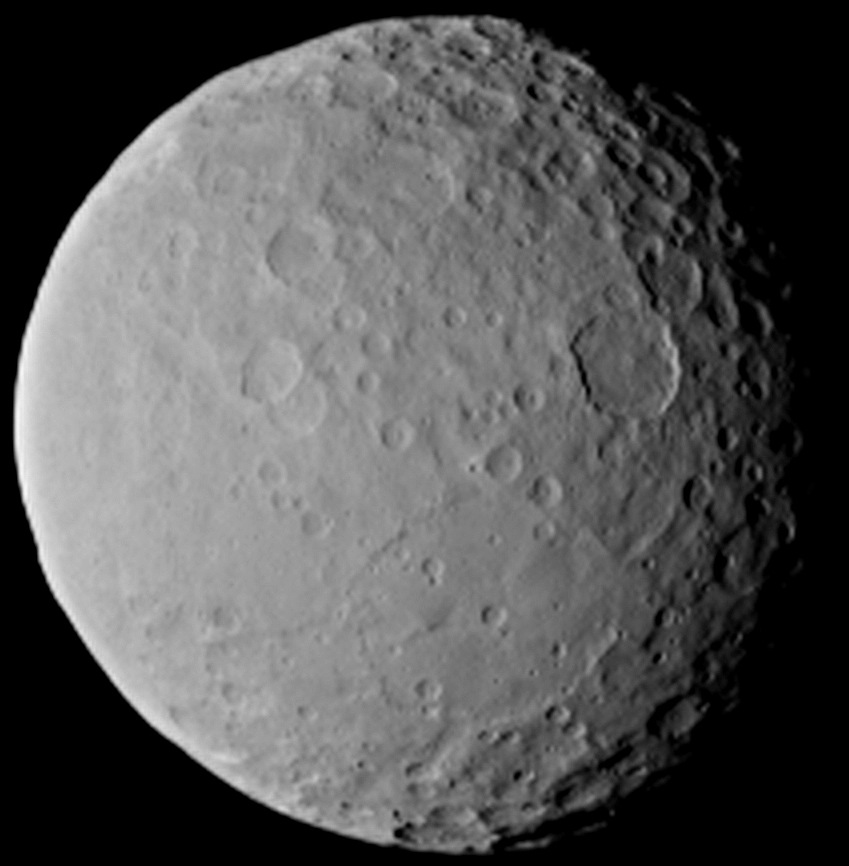
Церера

Колонізація Церери — один із можливих проєктів колонізації космосу, а саме карликової планети Церера.

## Фізичні дані Церери
Церера — це найменша відома карликова планета. Вона знаходиться між орбітами Юпітера та Марса, в Головному поясі астероїдів. Діаметр — приблизно 950 км. Площа поверхні становить 1,9 % суші Землі — приблизно така, як у Аргентині. Період обертання навколо Сонця — 4,6 роки. Середня температура -106 °C, а найбільша -33 °C.

### Атмосфера
Вважається, що у Церери є дуже слабка атмосфера, яка складається з водяної пари. Через малу силу тяжіння атмосфера Церери нестійка.

## Оцінка перспектив використання Церери для колонізації

### Наявність води
За оцінками астрономів Церера складається на 25 % з води і має її запаси, що перевищують за обсягом всі запаси прісної води на Землі. Проте ця речовина на Церері знаходиться у вигляді льоду в її мантії. Саме це є перспективою, щоб колонізувати Цереру.

## Проблеми освоєння Церери
- Знаходження Церери в поясі астероїдів збільшує ризик зіткнення космічної бази на ній чи космічних кораблів з астероїдами.
- Церера не має магнітного поля, яке захищало б людей від космічного випромінювання.
- В силу своєї малої гравітації Церера має дуже слабку та нестійку атмосферу.
- Через те, що Церера знаходиться далеко від Сонця, вона отримує мало світла.
- Низька гравітація також шкідлива для здоров'я людини.